# Chase Josey
Chase Josey (ur. 31 marca 1995 w Hailey) – amerykański snowboardzista specjalizujący się w konkurencji halfpipe. W 2015 roku wystąpił na mistrzostwach świata w Kreischbergu, gdzie zajął 15. lokatę w halfpipe’ie. W 2018 roku wystartował na Igrzyskach Olimpijskich w Pjongczangu, gdzie zajął 6. miejsce. Najlepsze wyniki w Pucharze Świata osiągnął w sezonie 2016/2017, kiedy to zajął dziewiąte miejsce w klasyfikacji generalnej AFU, a w klasyfikacji halfpipe’u był drugi. W halfpipe’ie był też trzeci w sezonie 2015/2016.

## Osiągnięcia

### Igrzyska olimpijskie
| Miejsce | Dzień     | Rok  | Miejscowość | Konkurencja | Zwycięzca   |
| ------- | --------- | ---- | ----------- | ----------- | ----------- |
| 6.      | 14 lutego | 2018 | Pjongczang  | Halfpipe    | Shaun White |

### Mistrzostwa świata
| Miejsce | Dzień       | Rok  | Miejscowość | Konkurencja | Zwycięzca    |
| ------- | ----------- | ---- | ----------- | ----------- | ------------ |
| 15.     | 17 stycznia | 2015 | Kreischberg | Halfpipe    | Scotty James |
| 14.     | 8 lutego    | 2019 | Park City   | Halfpipe    | Scotty James |
| 5.      | 13 marca    | 2021 | Aspen       | Halfpipe    | Yūto Totsuka |

### Puchar Świata

#### Miejsca w klasyfikacji generalnej
- - AFU[2]
- sezon 2012/2013: 34.
- sezon 2013/2014: 94.
- sezon 2014/2015: 28.
- sezon 2015/2016: 15.
- sezon 2016/2017: 9.
- sezon 2017/2018: 30.
- sezon 2018/2019: 23.

#### Miejsca na podium w zawodach
1. Mammoth Mountain – 24 stycznia 2016 (halfpipe) - 2. miejsce
2. Copper Mountain – 16 grudnia 2016 (halfpipe) - 3. miejsce
3. Laax – 21 stycznia 2017 (halfpipe) - 1. miejsce
4. Copper Mountain – 8 grudnia 2018 (halfpipe) - 3. miejsce